# Szalai Béla (politikus)
Szalai Béla István (Kutas, 1922. július 26. – Budapest, 2008. szeptember 18.) magyar kommunista politikus, közgazdász. 1954. október 30-tól 1955. szeptember 8-ig könnyűipari miniszter.

## Pályafutása

### Ifjúsági vezető
Szegényparaszti sorban született, apja juhász, majd uradalmi alkalmazott volt. Édesanyja korán meghalt, nevelőanyja boltban dolgozott. Szigetváron elemi és polgári iskolát, majd Kaposváron kereskedelmi középiskolát végzett. 1940-től könyvelői, adminisztrátori munkát végzett különböző cégeknél, közben közgazdasági tanulmányokat folytatott a Műegyetemen, ahol diákvezető volt. 1943-ban lépett be a Magyar Parasztszövetségbe, tagja lett a Parasztfőiskolások Közösségének. A Györffy-kollégisták mellett részt vett az ellenállási mozgalomban, tagja volt az illegális Békepártnak.
A háborút követően a Magyar Kommunista Párt ifjúsági vezetői közé került: 1945 januárjában a megalakuló Magyar Demokratikus Ifjúsági Szövetség (MADISZ) gazdasági ügyeinek intézőjévé választották, tavasszal elvégezte a három hónapos pártfőiskolát, ugyanekkor felvették a Györffy-kollégiumba és a Magyar Kommunista Pártba is, ahol az ifjúsági titkárságon, illetve a főtitkárságon dolgozott. 1946-ban lediplomázott, 1948-ban pedig közgazdasági doktori címet szerzett. 1947–1948-ban a Magyar Egyetemisták és Főiskolások Szövetsége (MEFESZ) elnöke, 1948-tól a Népi Kollégiumok Országos Szövetsége (NÉKOSZ) főtitkára, majd elnöke volt. 1949-ben, a NÉKOSZ egységesülő állami diákotthoni rendszerbe való beolvasztásának idején a rétegszervezeteket összefogó Magyar Ifjúság Népi Szövetségének élére került mint főtitkár, majd alelnök.

### Rákosista politikus
Eközben az 1947-es augusztusi választásokon pótképviselővé választották, és 1948 júliusában a hazai jugoszlávokat képviselő, a Josip Broz Tito elítéléstét követően emigrált kommunista Rob Antal helyét foglalhatta el az országgyűlésben. 1949-ben és 1953-ban a Hajdú-Bihar megyei népfrontlistáról került a törvényhozásba.
1949-től a Magyar Dolgozók Pártja Központi Vezetőségének (MDP KV) apparátusában dolgozott, először az államgazdasági osztály munkatársaként, majd alosztályvezetőjeként. 1952–1953-ban a Minisztertanács titkárságvezetője volt, Moszkvában „előléptetésre méltó, odaadó pártfunkcionáriusként” tartották számon, gyors felemelkedését azonban elsősorban a gazdasági ügyekben döntő Gerő Ernőnek köszönhette, aki az MDP második embere volt. 1953 júniusában az MDP KV tagja és a Politikai Bizottság (PB) póttagja lett. A Rákosi Mátyás-Nagy Imre kormányfőcserére 1953. június 13-ra Moszkvába rendelt magyar párt- és kormányküldöttség tagja volt, gyorsíróként ő vezette a részletes jegyzőkönyvet (Földvári Rudolf jegyzetei is fennmaradtak).
1953. július 4-től 1954. október 30-ig az Országos Tervhivatal elnöke volt, a Nagy Imre-ellenes pártvonal kádereként. Ezután a Hegedüs-kormány könnyűipari miniszterévé nevezték ki; ezt a posztot 1955. szeptember 8-ig töltötte be. 1954 májusában, az MDP III. kongresszusán választották a PB rendes tagjává. 1955 szeptemberében az MDP KV ülésén bekerült a Titkárságba, ahol a terv-, pénzügyi és kereskedelmi osztályt felügyelte. 1956 júliusában Anasztasz Mikojan szovjet PB-tag, aki Rákosi másodszori leváltására érkezett Magyarországra, még miniszterelnöki kinevezését is fontolgatta, azonban az 1956. október 23–24-én éjjel lefolytatott KV-ülésen sem a PB-be, sem a Titkárságba nem választották be, 28-án KV-tagsága is megszűnt.

### Külkereskedelmi funkcionárius
Az 1956-os forradalom során semmilyen szerepet nem vállalt: október 31-ig az MDP székházában tartózkodott, majd Óbudán várta ki a harcok elülését. Ezután egy időre távolabb került a politikától. 1957 áprilisában kinevezték a berlini magyar kereskedelmi kirendeltség vezetőjének, májusban pedig megsemmisítették képviselői mandátumát is. 1960-tól a Hungarotex Külkereskedelmi Vállalat igazgatója lett. 1963. december 7-től 1975. július 17-ig külkereskedelmi miniszterhelyettes, majd 1980. augusztus 1-jéig a tárca államtitkára volt. 1980. szeptember 18-tól berlini magyar nagykövet volt, diplomáciai megbízatásának lejártakor, 1985. október 18-án vonult nyugdíjba.

## Kitüntetései
- Magyar Szabadság érdemrend, ezüst fokozat (1947)
- Magyar Népköztársasági Érdemrend, IV. fokozat (1950)
- Munka Érdemrend, arany fokozat (1966, 1970, 1979)
- Szocialista Hazáért érdemrend (1967)
- Felszabadulási Jubileumi Emlékérem (1970)
- A Külkereskedelem Kiváló Dolgozója (1972)
- KGST Emlékérem és Jelvény (1974)
- Szocialista Magyarországért Érdemrend (1985)

## Művei
- Harcba a népi demokrácia egyeteméért – öntudatos, szakképzett értelmiségért! Révai József beszéde, Lukács György előadása, Szalai Béla zárószava; MEFESZ, Bp., 1948
- Népgazdaságunk fejlődése a felszabadulástól az ötéves terv megindulásáig; kidolg. MDP. Központi Előadói Iroda politikai gazdaságtani munkaközössége, vezető Friss István, előadó Házi Árpád, László Andor, Szalai Béla; Magyar Dolgozók Pártja Központi Előadói Iroda, Bp., 1950 (Magyar Dolgozók Pártja Központi Előadói Irodájának előadásai)
- Népgazdaságunk helyzete és gazdaságpolitikai feladataink. Szalai Béla beszámolója, az MDP Központi Vezetőségének határozata a KV 1954. október 1-3-i ülésén; Szikra, Bp., 1954
- A Magyar Dolgozók Pártja Központi Vezetősége és a Magyar Népköztársaság Minisztertanácsa által 1955. február 14-15-én tartott Országos Könnyűipari Tanácskozáson elhangzott beszámoló. A beszámolót tartotta Szalai Béla; Athenaeum Ny., Bp., 1955

## Külső hivatkozások
- a MADISZ iratai, Politikatörténeti és Szakszervezeti Levéltár, PIL 286. f.
- a Népi Kollégiumok Országos Szövetsége (NÉKOSZ) iratai, Politikatörténeti és Szakszervezeti Levéltár, PIL 302. f.